# 卡尔·考夫曼 (政治家)

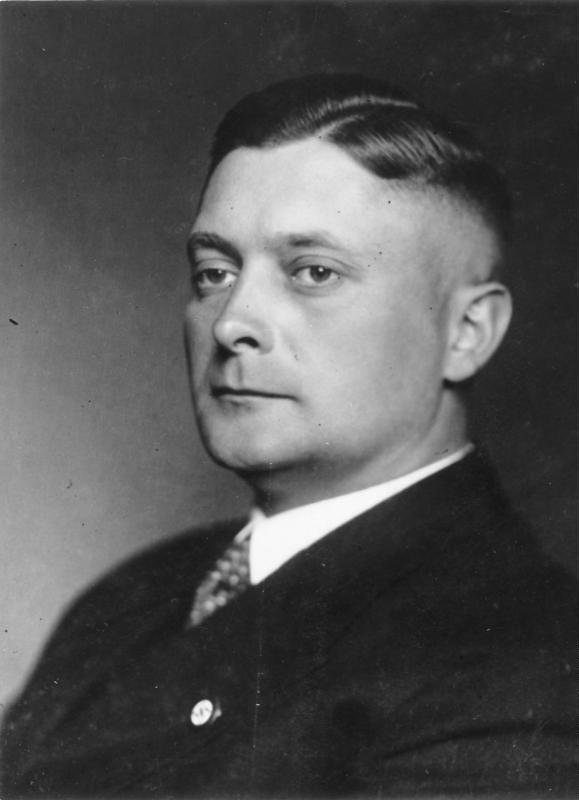
卡爾·考夫曼

卡尔·考夫曼（Karl Kaufmann，1900年10月10日—1969年12月4日）是一位德国政客，曾在1925-1945年间任纳粹党汉堡大区的大區領導，在1933-1945年间任汉堡帝国总督。
二戰後，考夫曼被关进了拘留营。最终，一英国军事法庭以犯有战争罪为由判处考夫曼14个月监禁，但他因与头部伤势相关的健康问题而在1949年4月22日就获释了。
接着，考夫曼加入了前纳粹党员组建的地下右翼组织。1950年8月3日，考夫曼再次被捕，之后于11月18日获释。在经历去纳粹化过程期间，考夫曼于1951年1月被定性为第三类纳粹分子（轻罪者）。他后来又参与了新纳粹政治活动，加入了“瑙曼圈子”——由前纳粹德国国民教育与宣传部的国务秘书维尔纳·瑙曼组建，试图渗透进西德其他政党的地下组织。在英国情报人员的监控下，考夫曼、瑙曼等人于1953年1月15-16日间被捕。1953年3月29日，位于伊瑟隆的英军医院释放了考夫曼。自1959年起，考夫曼成为一家保险公司的合伙人，之后又和别人一同经营过化工厂。他一直生活在汉堡，最终于1969年12月4日去世。